# Abraham Halef
Abraham Halef, född 1992, är en svensk politiker (socialdemokrat). Han är riksdagsledamot (statsrådsersättare) sedan 2020 för Stockholms läns valkrets.
Halef är statsrådsersättare i riksdagen för Ibrahim Baylan sedan 1 augusti 2020. I riksdagen är Halef suppleant i trafikutskottet.